# الحكم الشرعي
الحكم الشرعي كما يعرفه الأصوليون (علماء أصول الفقه) هو: (خطاب الله تعالى، المتعلق بأفعال المكلفين، اقتضاءً أو تخييراً أو وضعاً). بمعنى: ما اقتضى الشرع فعله أو تركه، أو التخيير بين الفعل والترك، وهو: الأحكام التكليفية وفق أقسام خطاب التكليف والأحكام الوضعية في خطاب الوضع. ومعنى الشرع: «ما شرعه الله على لسان نبيه من الأحكام» والأحكام الشرعية إما تكليف وإما وضع، فتتضمن: الفرض، والمندوب، والمحرم، والمكروه، والمباح، والصحيح، والباطل.

## أقسام الحكم الشرعي
ينقسم الحكم الشرعي عند علماء أصول الفقه الإسلامي إلى قسمين هما: وضعي، وتكليفي.
1. الحكم التكليفي.
2. الحكم الوضعي.

### الحكم التكليفي
الحكم التكليفي هو: الحكم الشرعي المتعلق بأفعال الإنسان والموجه لسلوكه مباشرة في مختلف جوانب حياته الشخصية والعبادية والاجتماعية، التي عالجتها الشريعة ونظمتها جميعا، كحرمة شرب الخمر. والسرقة ووجوب الصلاة والصيام.

### أنواع الحكم التكليفي
ينقسم الحكم التكليفي إلى خمسة أقسام:
1. الواجب (الفرض): هو ما طلب الشرع من المكلف فعله على سبيل الإلزام فيثاب فاعله ويعاقب تاركه وينقسم إلى نوعين:
  1. عيني: وهو: ما طلب الشارع فعله من المكلف بعينه.
  2. كفائي: هو ما طلب الشرع فعله من جماعة مكلفين، فلو قام به بعضهم سقط عن الآخرين مثل: صلاة الجنازة.
2. المندوب هو ما طلب الشرع من المكلف فعله من غير إلزام فيثاب فاعله ولا يعاقب تاركه.
3. المحرم هو: ما طلب الشرع من المكلف تركه على سبيل الإلزام فيثاب تاركه ويعاقب فاعله.
4. المكروه هو: ما طلب الشرع من المكلف تركه من غير إلزام فيثاب تاركه ولا يعاقب فاعله.
5. المباح هو: ما خير الشرع المكلف بين فعله أو تركه دون مدح أو ذم.

### شروط التكليف
من أهم شروط التكليف:
1. علم المكلف بما كلف به.
2. القدرة على فهم خطاب الشرع.
3. العقل بمعنى: عدم الجنون.
4. التمييز.
5. البلوغ وهو: «الوصول إلى حد التكليف» بإحدى علامات البلوغ.
6. الاستطاعة والقدرة على ما كلف به.
7. الاختيار بمعنى: عدم الإكراه.

## عوارض التكليف
- عوارض طبيعية: الحيض، الصغر، النوم، المرض، الجنون، النفاس، الصرع.
- عوارض مكتسبة: الحمل، الجهل، السفه، السفر، الخطأ .

## الحكم الوضعي
هو كل حكم يشرع وضعا معينا يكون له تأثير غير مباشر في سلوك الإنسان.
الحكم الوضعي :
هو ما يقتضي وضع الشيء لآخر أو شرط له أو مانع له
2-أقسام الحكم الوضعي:
ا
لسبب:هو ما جعله الشارع سببا لحكم شرعي كعلامة تدل عليه يوجد بوجوده وينعدم بعدمه مثل:السرقة سببا لقطع يد السارق.
الشرط:هو ما جعله الشارع مكملا لأمر شرعي يستلزم من عدمه العدم ولا يستلزم من وجوده الوجود مثل:الوضوء جعله الله شرطا في صحة الصلاة إذ لا تصح إلا به وقد يوجد الوضوء ولا توجد الصلاة.
المانع: علامة وضعها الشارع إذا وجدَ انعدم الحكم مثل: القتل مانع من الميراث.
الصحة والبطلان: إذا وقعت أفعال المكلفين مستوفية لشروطها حكم الشارع بصحتها وإذا لم تقع على هذا الوجه بان أخل بشروطها حكم ببطلانها
الرخصة والعزيمة:الرخصة هي ما شرعه الله تعالى استثناءا من حكم عام ويقصد به التخفيف على الناس والتيسير عليهم.
العزيمة : هي ما شرعه الله تعالى ابتداءا للناس على وجه العموم لا لوجه الخصوص وتشمل جميع أحكام التكليف